# Marceline Day
Marceline Day (nascida Marceline Newlin; Colorado Springs, Colorado, 24 de abril de 1908 - 16 de fevereiro de 2000) foi uma atriz de cinema americana cuja carreira começou quando criança na década de 1910 e terminou na década de 1930.

## Carreira
Day começou sua carreira no cinema depois que sua irmã Alice Day se tornou uma atriz de destaque como uma das Sennett Bathing Beauties em comédias de um e dois rolos para o Keystone Studios. Day fez sua primeira aparição no cinema com sua irmã na comédia de Mack Sennett de 1924, Picking Peaches, antes de ser escalada para uma série de curtas-metragens ao lado do ator Harry Langdon e uma temporada nos primeiros faroestes de Hollywood, contracenando com estrelas do cinema mudo como Hoot Gibson, Art Acord e Jack Hoxie. Gradualmente, Day começou a aparecer em papéis mais dramáticos ao lado de atores tão estimados da época como Lionel Barrymore, John Barrymore, Norman Kerry, Ramón Novarro, Buster Keaton e Lon Chaney.
Day é mais lembrada por suas aparições no agora perdido clássico de terror dirigido por Tod Browning em 1927, London After Midnight com Lon Chaney e Conrad Nagel, seu papel como Sally Richards na comédia de 1928, The Cameraman, com Buster Keaton, e o drama de 1929, The Jazz Age. com Douglas Fairbanks Jr. No final dos anos 1920, a carreira de Day havia eclipsado a carreira de sua irmã Alice, que também era uma atriz popular. Os dois apareceriam juntos na tela novamente no musical de 1929 The Show of Shows.
Embora Day tenha feito a transição para filmes sonoros com poucos problemas, seus papéis no cinema gradualmente diminuíram em qualidade e ela começou a trabalhar principalmente para estúdios de cinema de nível inferior. Em 1933, Day fez a transição de volta para o gênero faroeste, aparecendo em faroestes "B" estrelados por Tim McCoy, Hoot Gibson, Ken Maynard, Jack Hoxie e John Wayne. Seu último filme foi The Fighting Parson with Gibson. Após sua aposentadoria, Day raramente falava de seus anos como atriz e nunca falava com repórteres ou dava entrevistas.

## Morte
Em 16 de fevereiro de 2000, Day foi encontrada morta em sua cozinha, em sua casa em Cathedral City, Califórnia, aos 91 anos. Ela foi cremada.

## Filmografia
| Year | Title                  | Role                                         | Note          |
| ---- | ---------------------- | -------------------------------------------- | ------------- |
| 1925 | The Splendid Road      | Lilian Grey                                  | Filme perdido |
| 1925 | The Wall Street Whiz   | Peggy McCooey                                |               |
| 1925 | The White Outlaw       | Mary Gary                                    |               |
| 1925 | Renegade Holmes, M.D.  | Marie Darnton                                |               |
| 1925 | The Taming of the West | Beryl                                        | Filme perdido |
| 1926 | College Days           | Mary Ward                                    |               |
| 1926 | That Model from Paris  | Jane Miller                                  |               |
| 1926 | Fools of Fashion       | Mary Young                                   |               |
| 1926 | The Gay Deceiver       | Louise de Tillois                            |               |
| 1926 | The Boy Friend         | Ida May Harper                               |               |
| 1926 | Looking for Trouble    | Tulip Hellier                                |               |
| 1926 | The Barrier            | Necia                                        | Filme perdido |
| 1926 | Hell's Four Hundred    | Barbara Langham                              |               |
| 1926 | Western Pluck          | Clare Dyer                                   |               |
| 1927 | London After Midnight  | Lucille Balfour                              | Filme perdido |
| 1927 | The Road to Romance    | Serafina                                     | Filme perdido |
| 1927 | Captain Salvation      | Mary Phillips                                |               |
| 1927 | Rookies                | Betty Wayne                                  |               |
| 1927 | Red Clay               | Agnes Burr                                   |               |
| 1927 | The Beloved Rogue      | Charlotte de Vauxcelles                      |               |
| 1928 | Stolen Love            | Joan Hastings                                |               |
| 1928 | Restless Youth         | Dixie                                        |               |
| 1928 | Freedom of the Press   | June Westcott                                |               |
| 1928 | Driftwood              | Daisy Smith                                  |               |
| 1928 | The Cameraman          | Sally                                        |               |
| 1928 | Detectives             | Lois                                         |               |
| 1928 | A Certain Young Man    | Phyllis                                      | Filme perdido |
| 1928 | The Big City           | Sunshine                                     | Filme perdido |
| 1928 | Under the Black Eagle  | Margarta                                     |               |
| 1929 | The Show of Shows      | Performer in 'Meet My Sister' number         |               |
| 1929 | The One Woman Idea     | Lady Alicia Douglas/Alizar, halfcaste dancer |               |
| 1929 | The Wild Party         | Faith Morgan                                 |               |
| 1929 | Trent's Last Case      | Evelyn Manderson                             | Incompleto    |
| 1929 | A Single Man           | Maggie                                       | Filme perdido |
| 1929 | The Jazz Age           | Sue Randall                                  |               |
| 1930 | Hot Curves             | Girl                                         |               |
| 1930 | Sunny Skies            | Mary Norris                                  |               |
| 1930 | Temple Tower           | Patricia Verney                              |               |
| 1930 | Paradise Island        | Ellen Bradford                               |               |
| 1931 | The Pocatello Kid      | Mary Larkin                                  |               |
| 1931 | The Mad Parade         | Dorothy Quinlan                              |               |
| 1931 | The Mystery Train      | Joan Lane                                    |               |
| 1931 | Sky Raiders            | Grace Devine                                 |               |
| 1932 | The Crusader           | Marcia Brandon                               |               |
| 1932 | The King Murder        | Pearl Hope                                   |               |
| 1932 | Broadway to Cheyenne   | Ruth Carter                                  |               |
| 1932 | The Arm of the Law     | Sandy                                        |               |
| 1932 | The Fighting Fool      | Judith                                       |               |
| 1933 | The Fighting Parson    | Suzan Larkin                                 |               |
| 1933 | By Appointment Only    | Miss Brown aka Brownie                       |               |
| 1933 | The Flaming Signal     | Molly James                                  |               |
| 1933 | Damaged Lives          | Laura Hall                                   |               |
| 1933 | The Telegraph Trail    | Alice Keller                                 |               |
| 1933 | Via Pony Express       | Betty Castelar                               |               |

### Curtas
| Ano  | Título                 | Função          | Observação |
| ---- | ---------------------- | --------------- | ---------- |
| 1924 | Pés de Lama            |                 | Curto      |
| 1924 | O cocheiro Hansom      | Sua noiva       | Curto      |
| 1924 | A Sorte dos Tolos      | A esposa dele   | Curto      |
| 1924 | Oxfords pretos         | a garota        | Curto      |
| 1924 | Colhendo Pêssegos      | beleza de banho | Curto      |
| 1925 | A festa                |                 | Curto      |
| 1925 | Seu novo terno         | Mildred         | Curto      |
| 1925 | Calças curtas          |                 | Curto      |
| 1925 | Discórdia em 'A' Bemol |                 | Curto      |
| 1925 | Problema cardíaco      | Marceline       | Curto      |